# Složené číslo

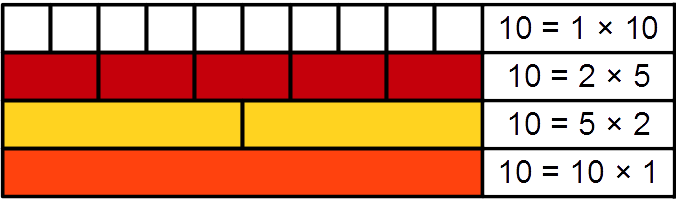
Dělitele čísla 10 znázorněné pomocí Cuisenairových tělísek

Složené číslo je přirozené číslo, které má alespoň 3 různé dělitele (tzn. alespoň jednoho dalšího dělitele kromě 1 a sebe sama). Každé složené číslo lze napsat jako součin dvou menších čísel.
- Číslo 1 není ani prvočíslo ani číslo složené, protože má jediného dělitele, samo sebe.
- Číslo 7 je prvočíslo, neboť má pouze dva dělitele, jedničku a samo sebe.
- Číslo 21 je číslo složené, neboť má čtyři dělitele: jedničku, trojku, sedmičku a samo sebe. Lze jej napsat jako součin dvou menších čísel: 21 = 3 · 7.

Každé přirozené číslo větší než jedna je buď prvočíslem, nebo číslem složeným.
Každé složené číslo lze zapsat jako součin prvočísel – tzv. kanonický rozklad čísla na prvočinitele. Pokud nebereme v úvahu pořadí prvočísel ve výrazu, je tento zápis jednoznačný. Tento fakt se označuje jako základní věta aritmetiky.

## Vlastnosti
- Nejmenším složeným číslem je číslo čtyři.
- n je dělitelem (n − 1)! pro libovolné složené číslo n > 4 (viz Wilsonova věta).